# Sappada
Sappada, plodarisch-deutsch Plodn oder Pladn, standarddeutsch Pladen, ist die höchstgelegene Gemeinde der oberitalienischen Region Friaul-Julisch Venetien. Der Ort bildet eine deutsche Sprachinsel und hat 1313 Einwohner (Stand 31. Dezember 2023).

## Geographie
Sappada liegt im Süden der Karnischen Alpen auf 1250 m Höhe südlich des Monte Peralba (Hochweißstein; plodarisch/sappadino: Jochkouvl).
Das Gemeindegebiet umfasst 62 km².
Sappada ist ein Dorf, das aus einer ca. fünf Kilometer langen Kette von Weilern besteht, die fast alle jeweils ihre eigene Kapelle und ihren Brunnen haben.
Der Name Plodn korreliert mit dem deutschen Namen des Flusses Piave (deutsch: „Ploden“), der durch den Ort fließt.

## Geschichte
Im Mittelalter gehörte das Gebiet mit der Grafschaft Cadore zum freisingischen Hochstift Innichen (Südtirol). Bald nach 1000 n. Chr. wurde die Gegend von Deutschsprachigen aus dem nahen Pustertal, der Legende nach aus Villgraten, besiedelt. Ende des 11. Jahrhunderts konnte der Patriarch von Aquileja gegenüber dem Hochstift Freising die Landesherrschaft durchsetzen. Sappada wurde um 1269 erstmals urkundlich erwähnt. Ursprünglich als Bergwerkssiedlung (Eisengewinnung am Monte Ferro, Verhüttung im benachbarten Ort Forni Avoltri) gegründet, entwickelte sich Sappada aus den oben erwähnten Einzelweilern zur bäuerlichen Gemeinde. Mit der Eroberung des Patriarchats kam 1420 auch Sappada unter die Herrschaft der Republik Venedig. Mit dem Frieden von Campo Formio 1797 kam es zu Österreich, wurde 1852 von der Provinz Friaul abgetrennt und der Provinz Belluno eingegliedert. Obwohl Sappada nicht dem Cadore zugerechnet wird, trat es der Magnifica Comunità del Cadore bei und kam 1866 schließlich mit Venetien an Italien. Laut dem Gesetz vom 5. Dezember 2017, Nr. 182, wurde die Gemeinde Sappada / Plodn wieder der Provinz Udine in der Region Friaul-Julisch Venetien eingegliedert.
Zu Beginn des 19. Jahrhunderts hatte Sappada erstmals über 1000 Einwohner, heute sind es etwa 1300. Gegen Ende des 19. Jahrhunderts entwickelte sich in den Bergen um Sappada der Fremdenverkehr zu einer bedeutenden Einnahmequelle; hierbei spielte der Alpinismus die Hauptrolle.

## Kultur und Sehenswürdigkeiten

### Sprache und Brauchtum

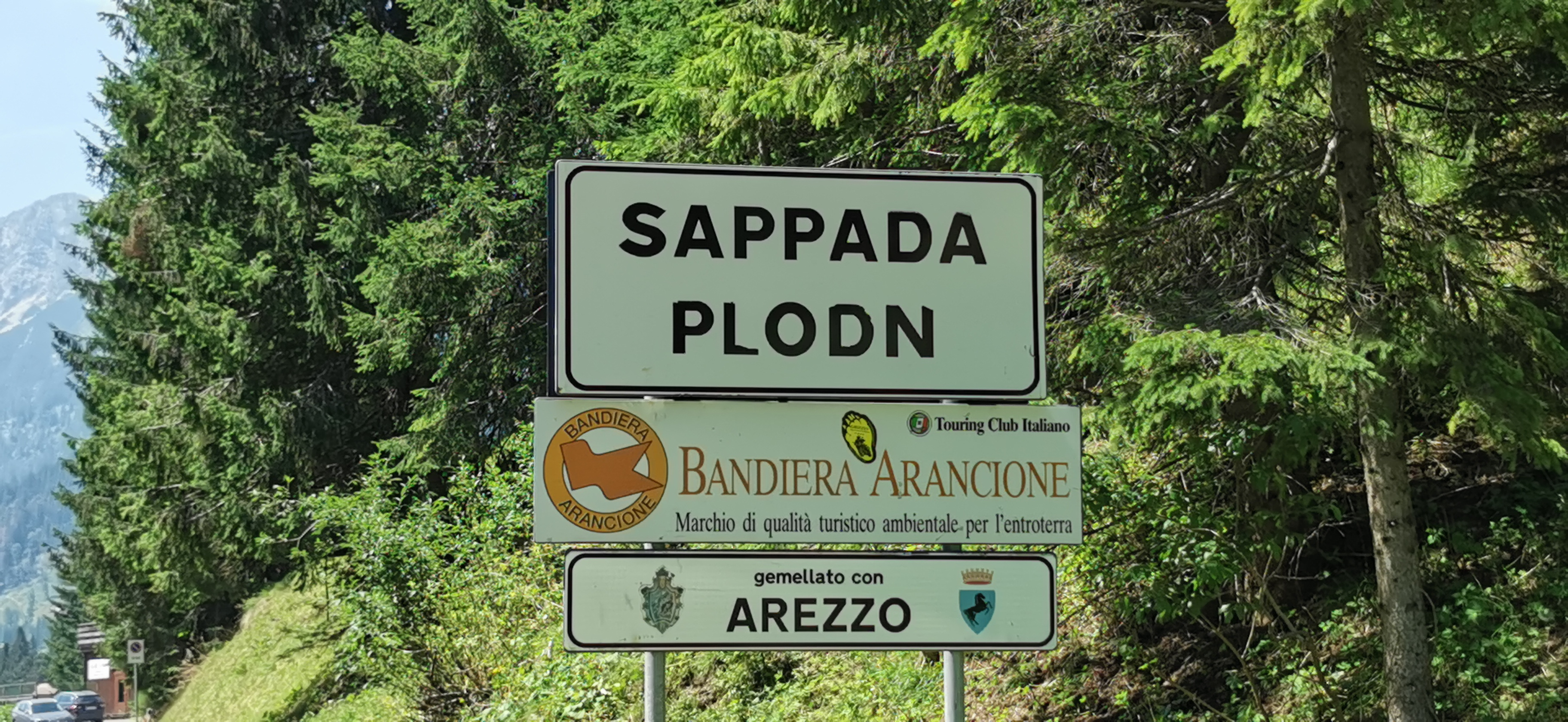
Sappada - Plodn

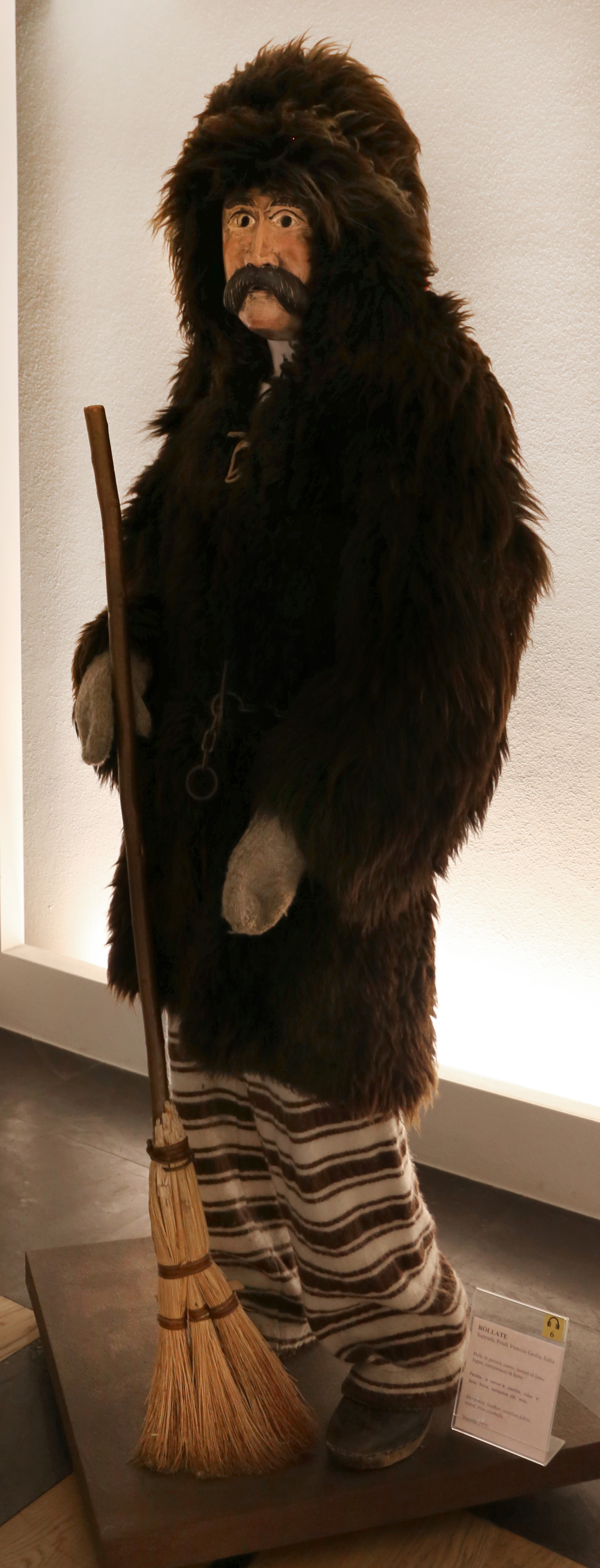
Die zentrale Fastnachts-Figur des Rollat, dessen Maske Symbol für Plodn ist

Sappada oder Plodn (Bladen) ist eine von mehreren deutschen Sprachinseln in Italien. Plodarisch, wie die alte Sprache heißt, wird der südbairischen Gruppe des Altdeutschen zugerechnet. Diese südbairische Mundart wird noch heute vom größten Teil der Einwohner von Plodn als Alltagssprache verwendet und lässt ihre Hochpustertaler Herkunft erkennen, so dass sie sich von den anderen Sprachinseln (siehe unten) deutlich unterscheidet. 1972 publizierte Maria Hornung ein Pladner Wörterbuch; 2010 veröffentlichten Marcella Benedetti und Cristina Kratter das Plodar berterpuich.
Zur Festigung der besonderen Traditionen unterhält Sappada enge Kontakte zu den anderen deutschen Sprachinseln in den Provinzen Trient (Lusern und Fersental), Verona (Dreizehn Gemeinden), Vicenza (Sieben Gemeinden), Udine (Tischelwang und Zahre) sowie den Walsersiedlungen in den Regionen Aosta und Piemont.
Auf der italienischen Seite der Karnischen Alpen gibt es vier deutschsprachige Enklaven:
Sappada-Plodn, Sauris-Zahre, Timau-Tischlbong und das Val Canale-Kanaltal.
Sappada ist heute ein viel besuchter Fremdenverkehrsort im Sommer und Winter. Das hat zur Zuwanderung von Arbeitskräften aus anderen Teilen Italiens geführt. In der jüngeren Generation war daher das „Plodarische“ zeitweise im Rückgang begriffen. Neuerdings jedoch wird die Mundart in erster Linie von der Kirche und darüber hinaus vom Kulturverein Associazione Plodar besonders gefördert. Auch die Region Friaul-Julisch Venetien und die Provinz Udine fördern – teilweise mit Unterstützung durch die EU – die alte Tradition, wenn auch nur in geringem Umfang.
Besonders interessant ist die alljährliche traditionelle Fastnacht mit der Zentralfigur „Rollat“, die nach den „umgeschnallten klirrenden Bronzekugeln“, den „Rollen“ benannt ist. Dessen Maske gilt als Symbol für
Plodn.
Ebenfalls eine prägende Rolle spielen die drei Sonntage (Bettlersonntag, Bauernsonntag und Herrensonntag) und die Volkstanzgruppe „Holzhockar“. Auch die von der Osttiroler Herkunft zeugende Bauweise der Häuser unterscheidet sich signifikant von anderen Siedlungen der Umgebung.

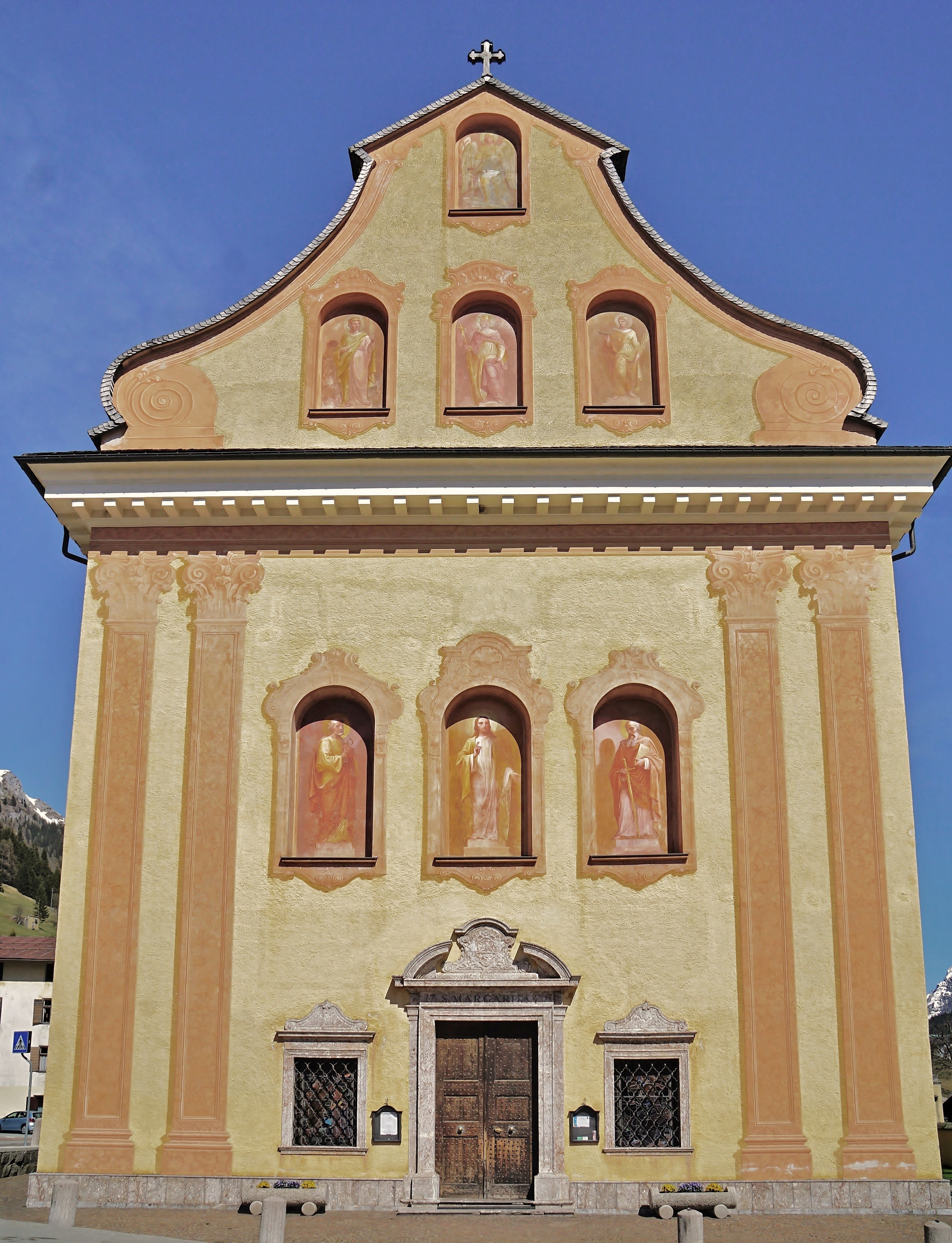
St. Margherita, Westfassade

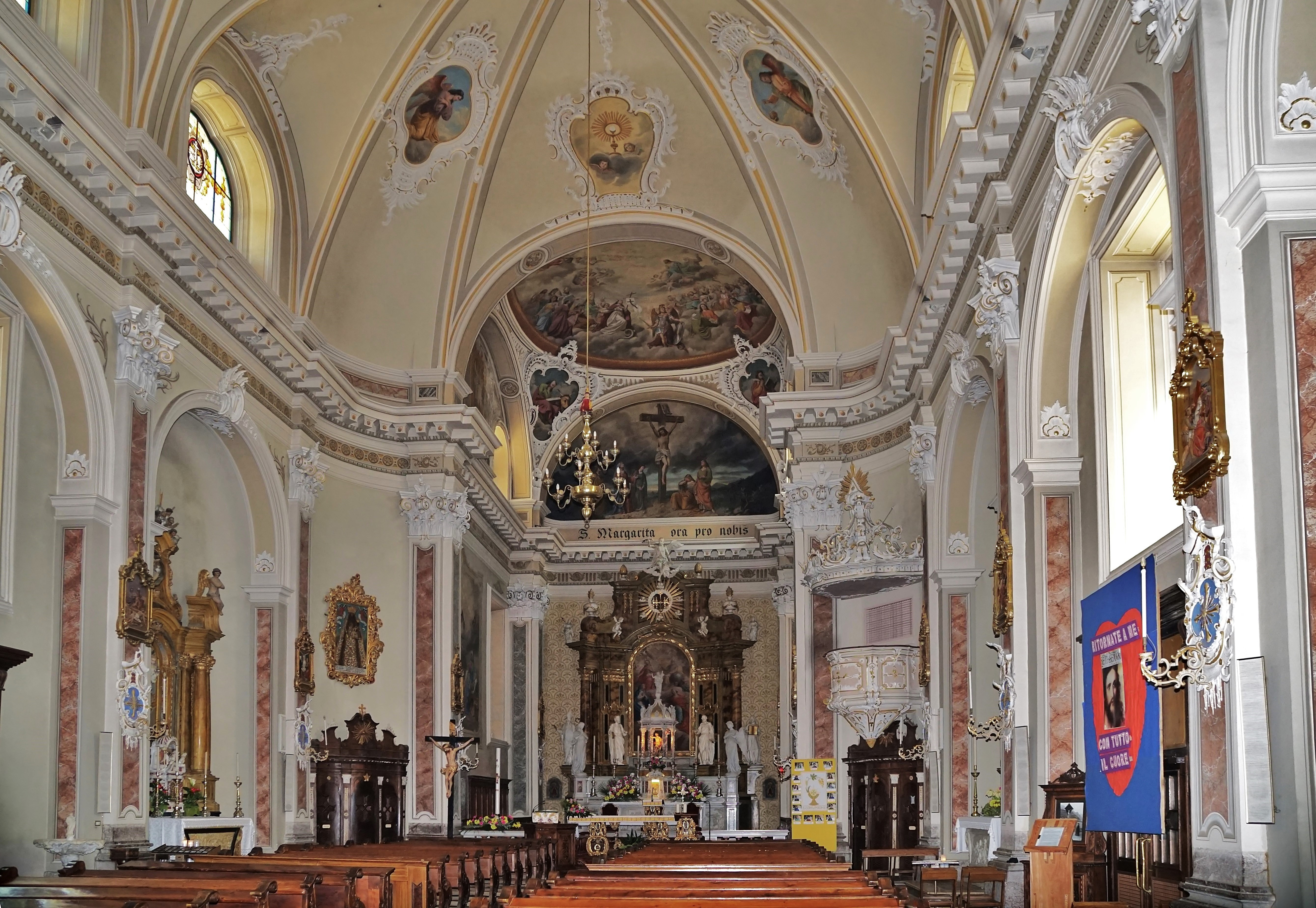
Innenansicht der Kirche St. Margareta

### Bauwerke
- Pfarrkirche St. Margherita. Die barocke Kirche wurde 1779 nach Plänen von Tommaso von Lienz errichtet. Die Fresken im Inneren aus dem Jahr 1906 stammen von Francesco Barazzuti. Sie zeigen im Stichkappengewölbe des Langhauses die Himmelfahrt Marias, in der Kuppel des Chores die Aufnahme der hl. Margareta in den Himmel, an der linken Chorwand den Tod des hl. Josefs, an der rechten Chorwand das Martyrium der hl. Margareta. Das Bild des Hochaltars malte 1802 Johann Renzler.

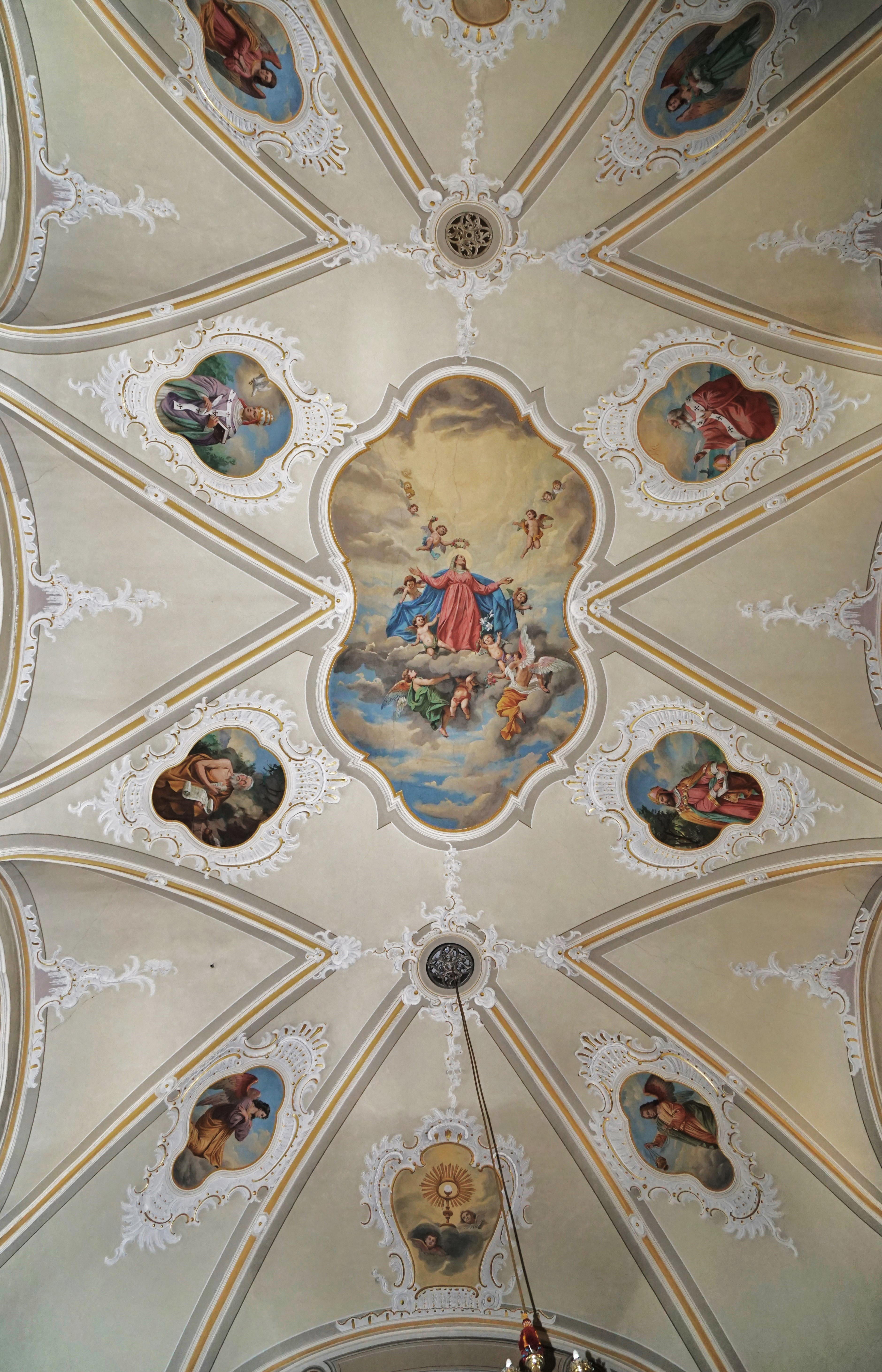
Stichkappengewölbe im Langhaus
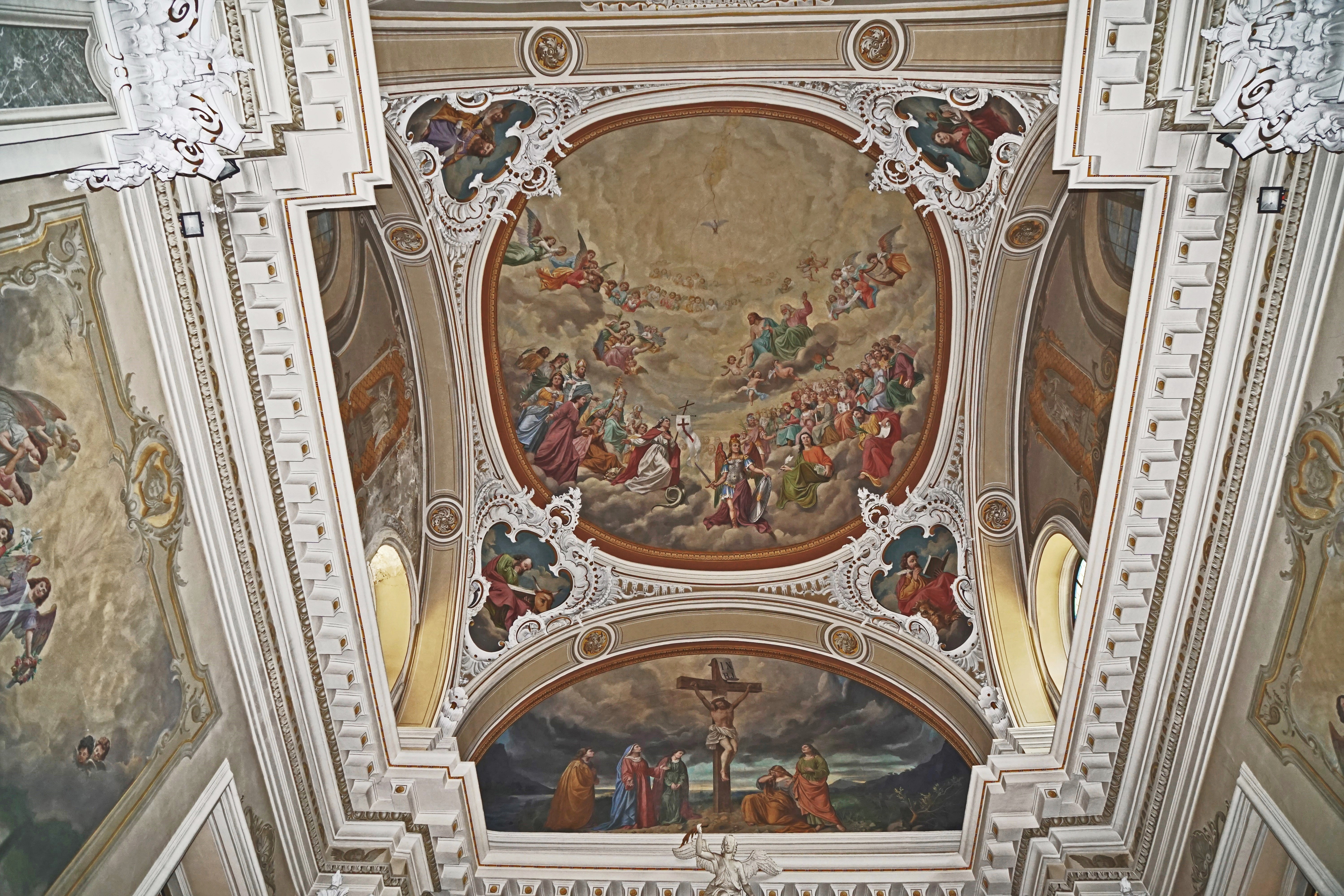
Blick in die Kuppel des Chores
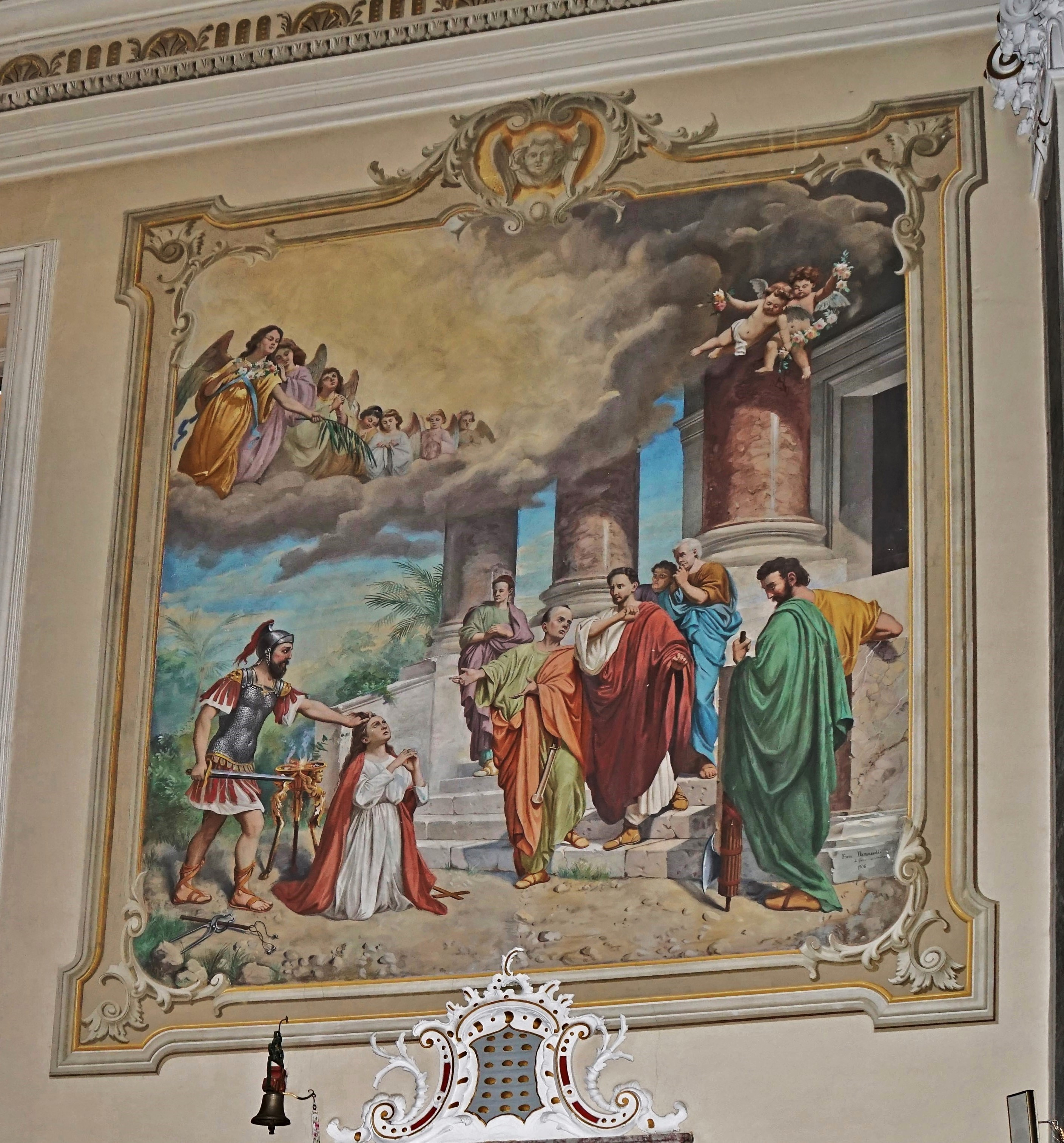
Martyrium der hl. Margareta an der rechten Chorwand
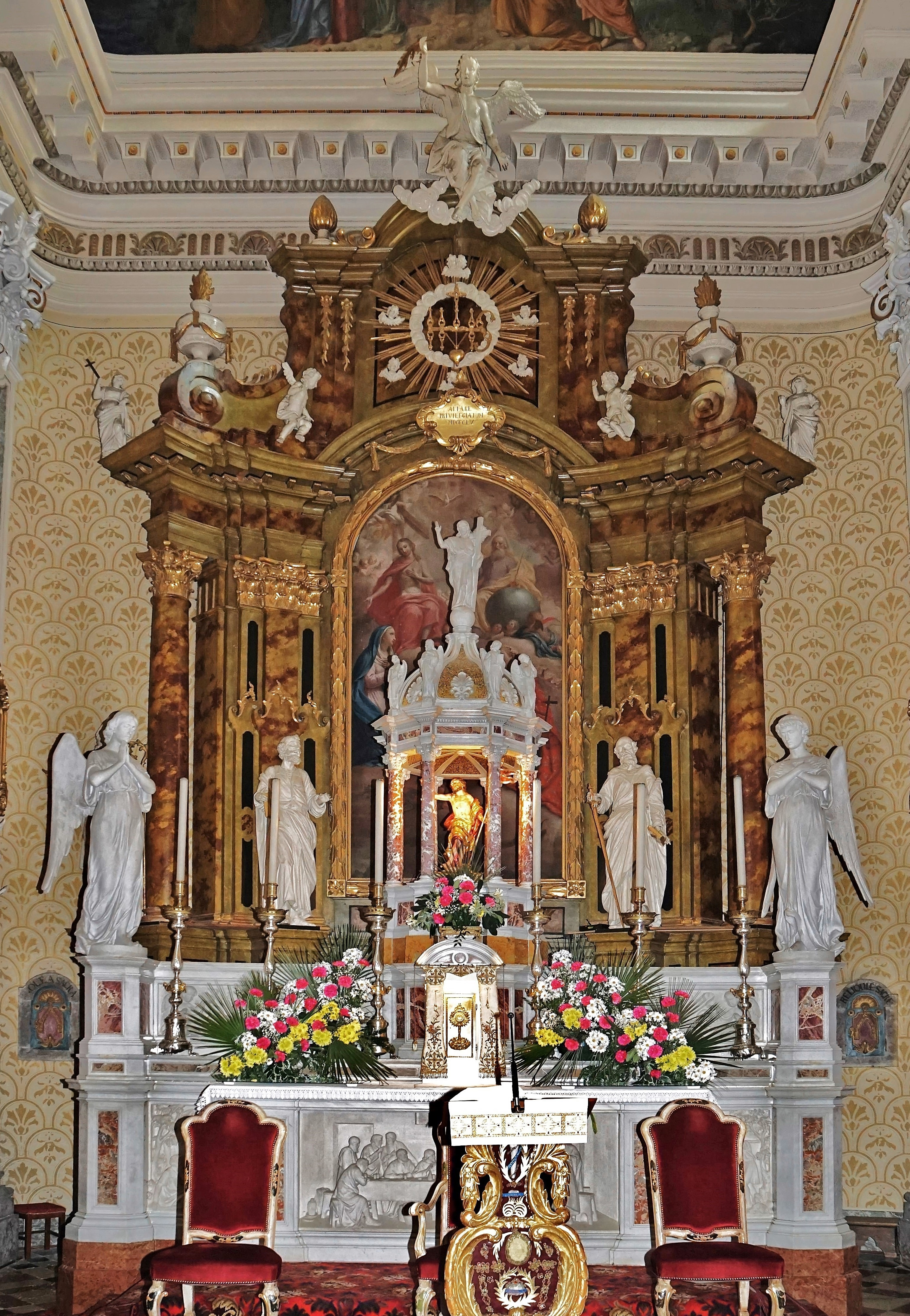
Der Hochaltar

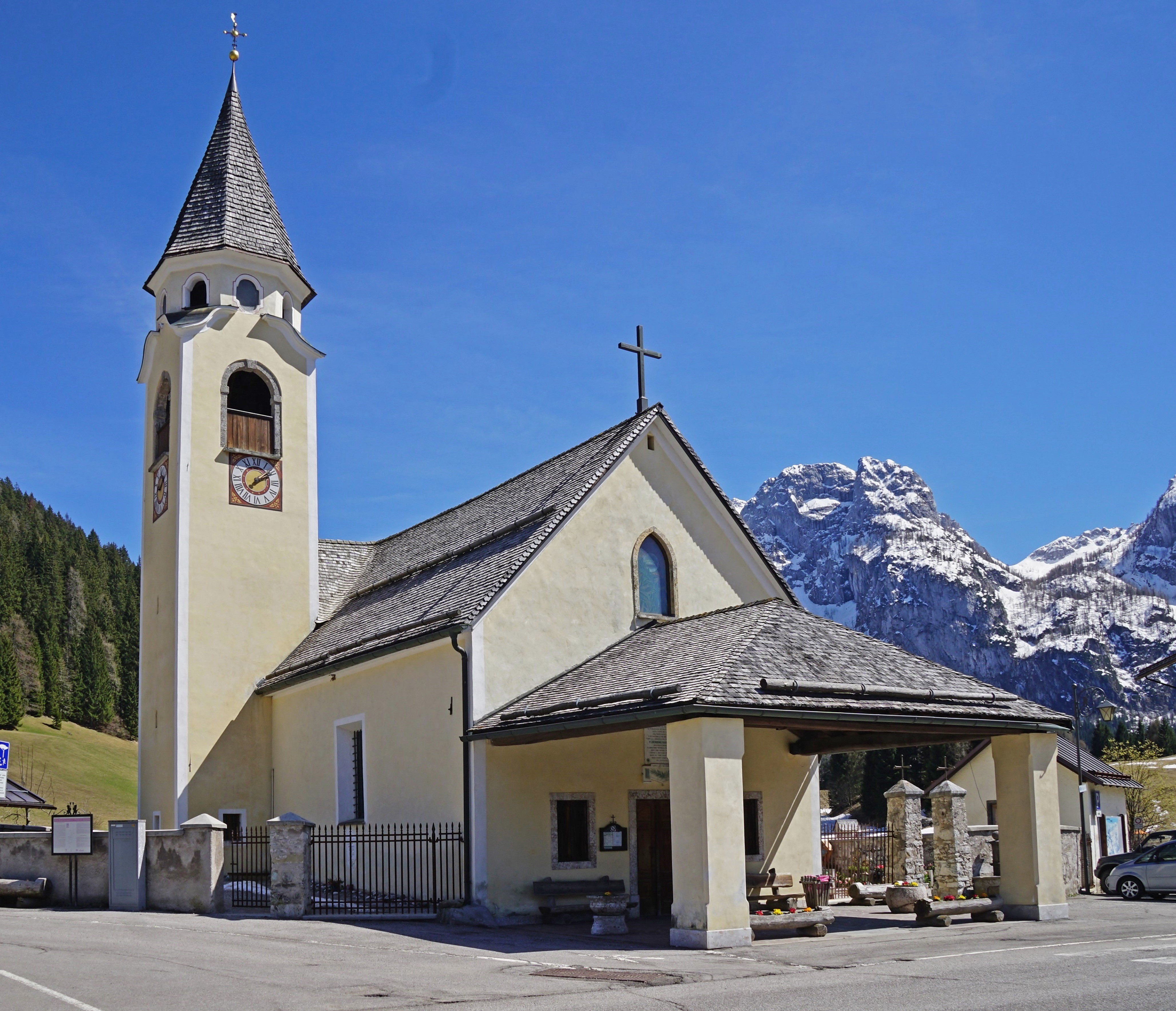
St. Oswald in Cima Sappada

- Kirche St. Oswald in Cima Sappada, 1732 am Ort eines bescheideneren Vorgängerbaues errichtet. Das Deckenfresko im Chor zeigt die von Putten begleitete Himmelfahrt Mariens.

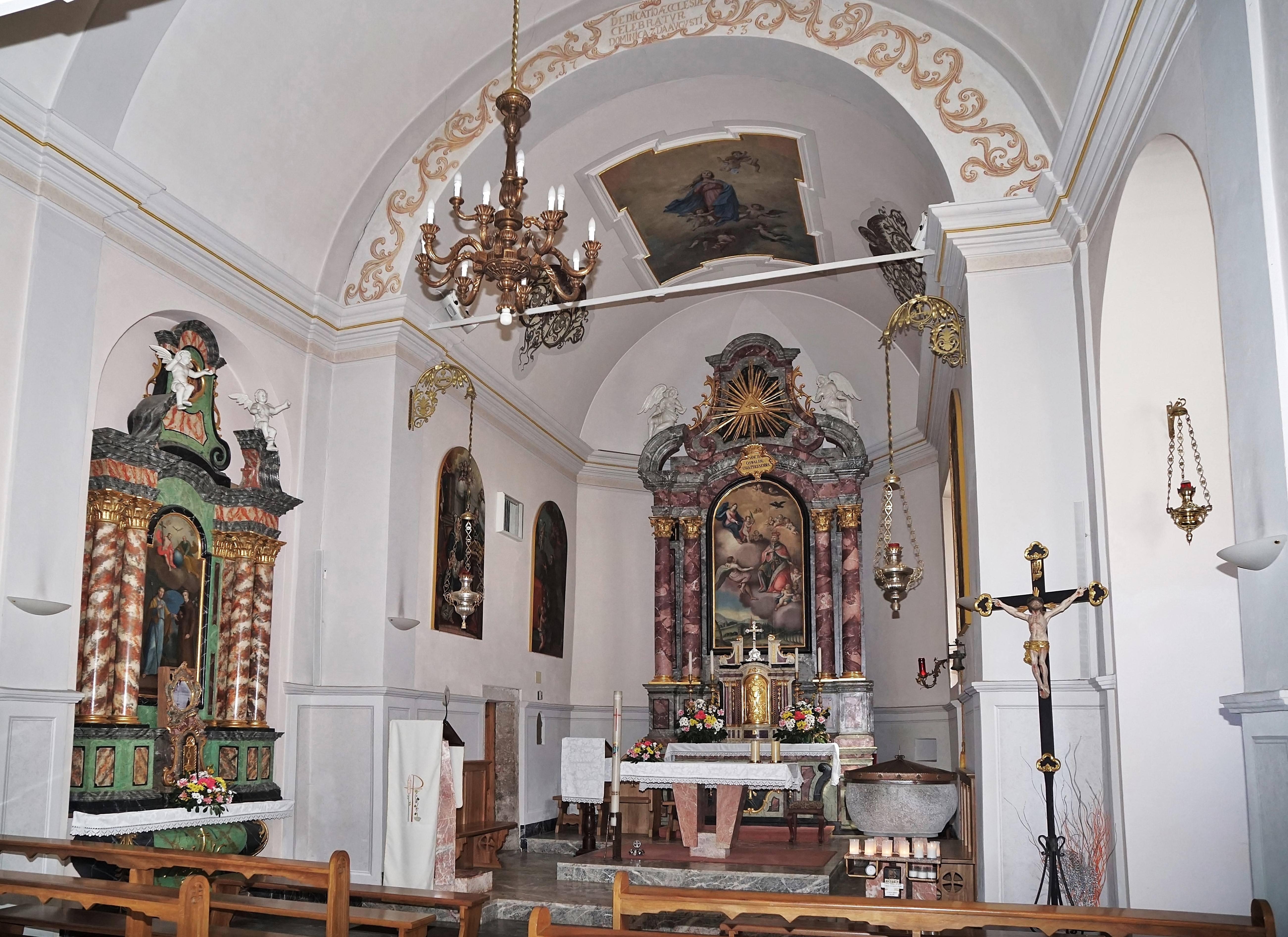
St. Oswald, Innenansicht
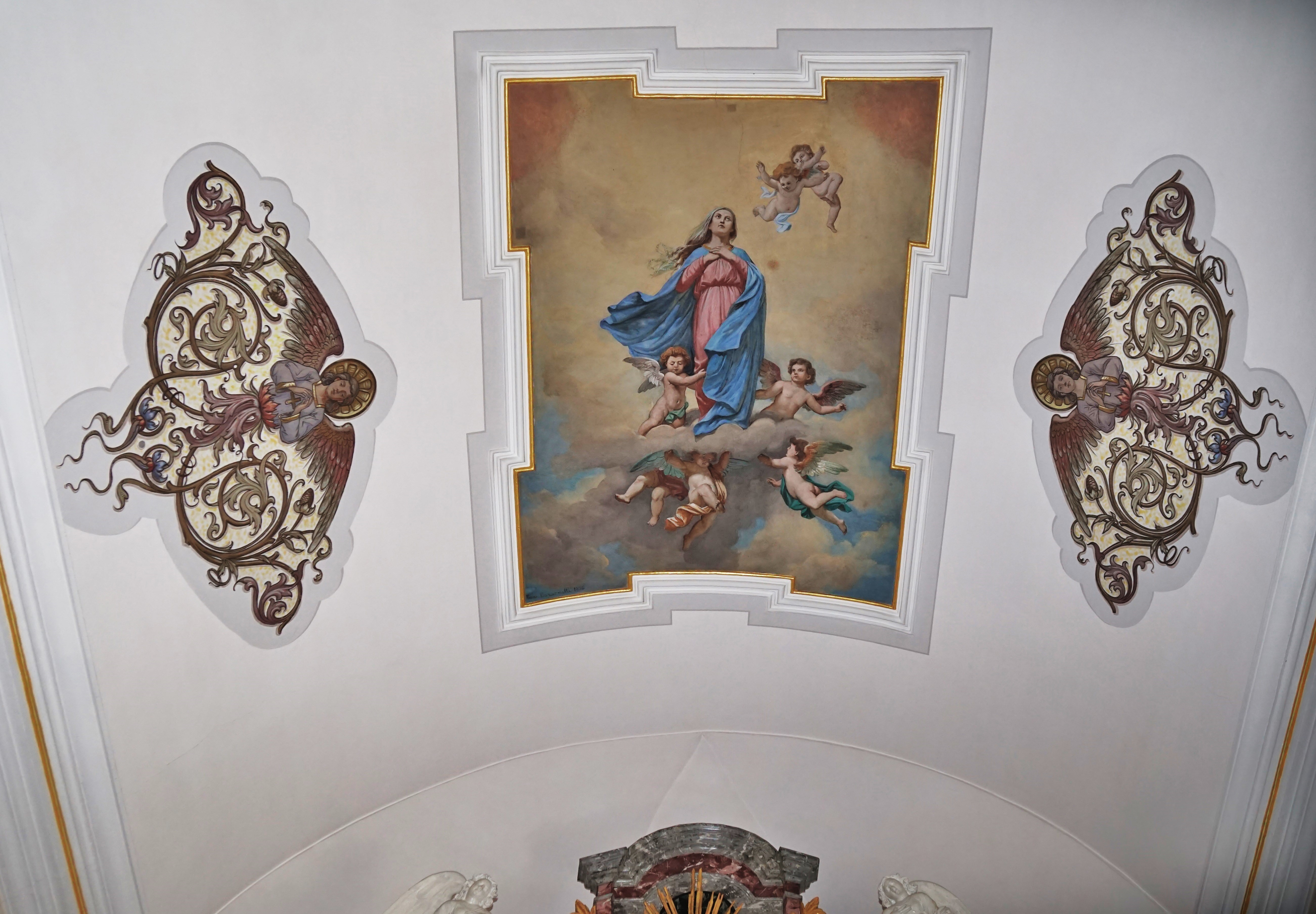
Deckenfresko im Chor

Der barocke Hochaltar ist ein viersäuliger Ädikula-Altar mit einem Gemälde des die Maria verehrenden hl. Oswald. Im Aufsatz steht ein Auge der Vorsehung. Das Gemälde des linken Seitenaltars zeigt die Heiligen Josef und Antonius. Der rechte Seitenaltar steht in einer Kapelle. Im Schrein steht eine Maria Immacolata die Schlange zertretend.

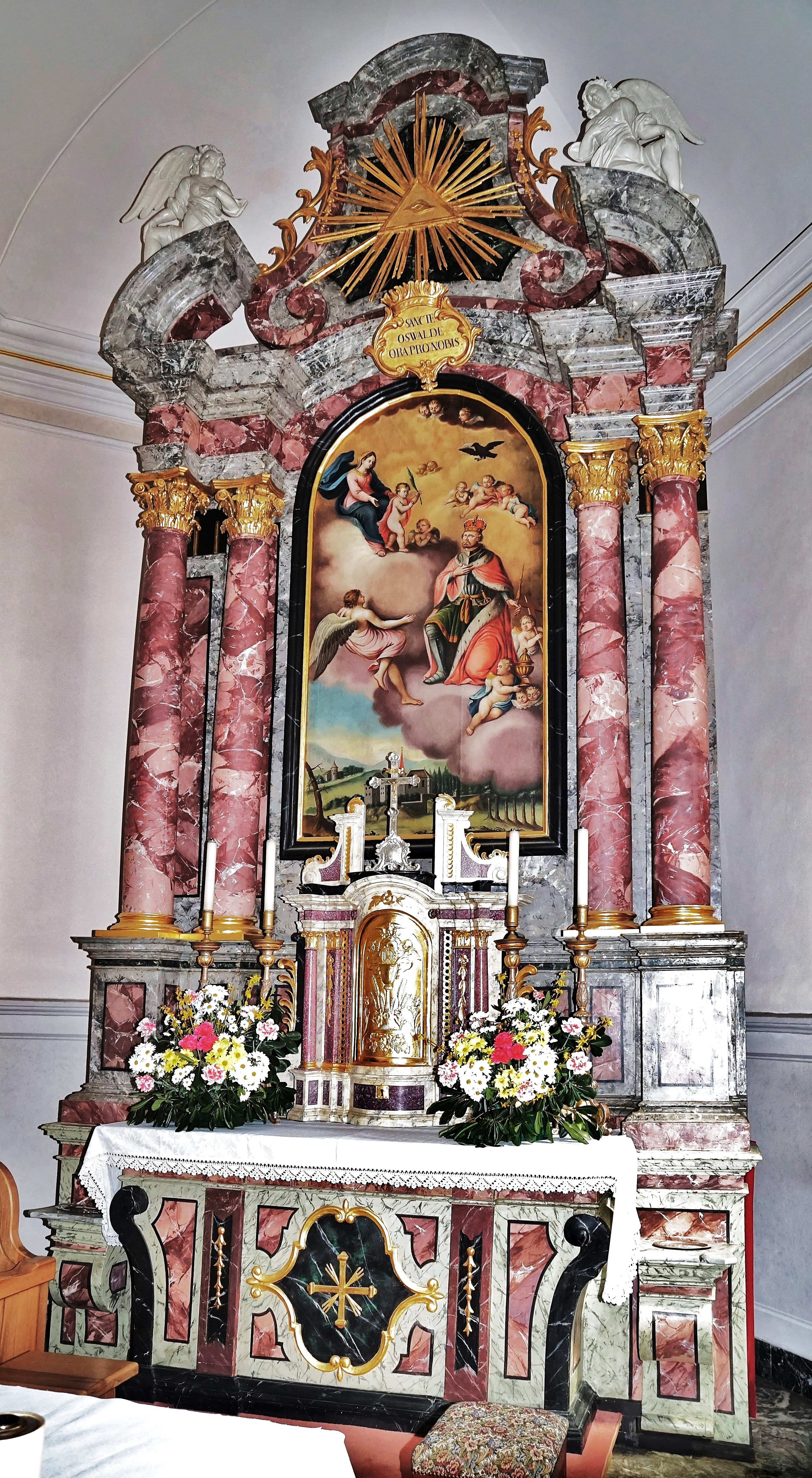
Der Hochaltar
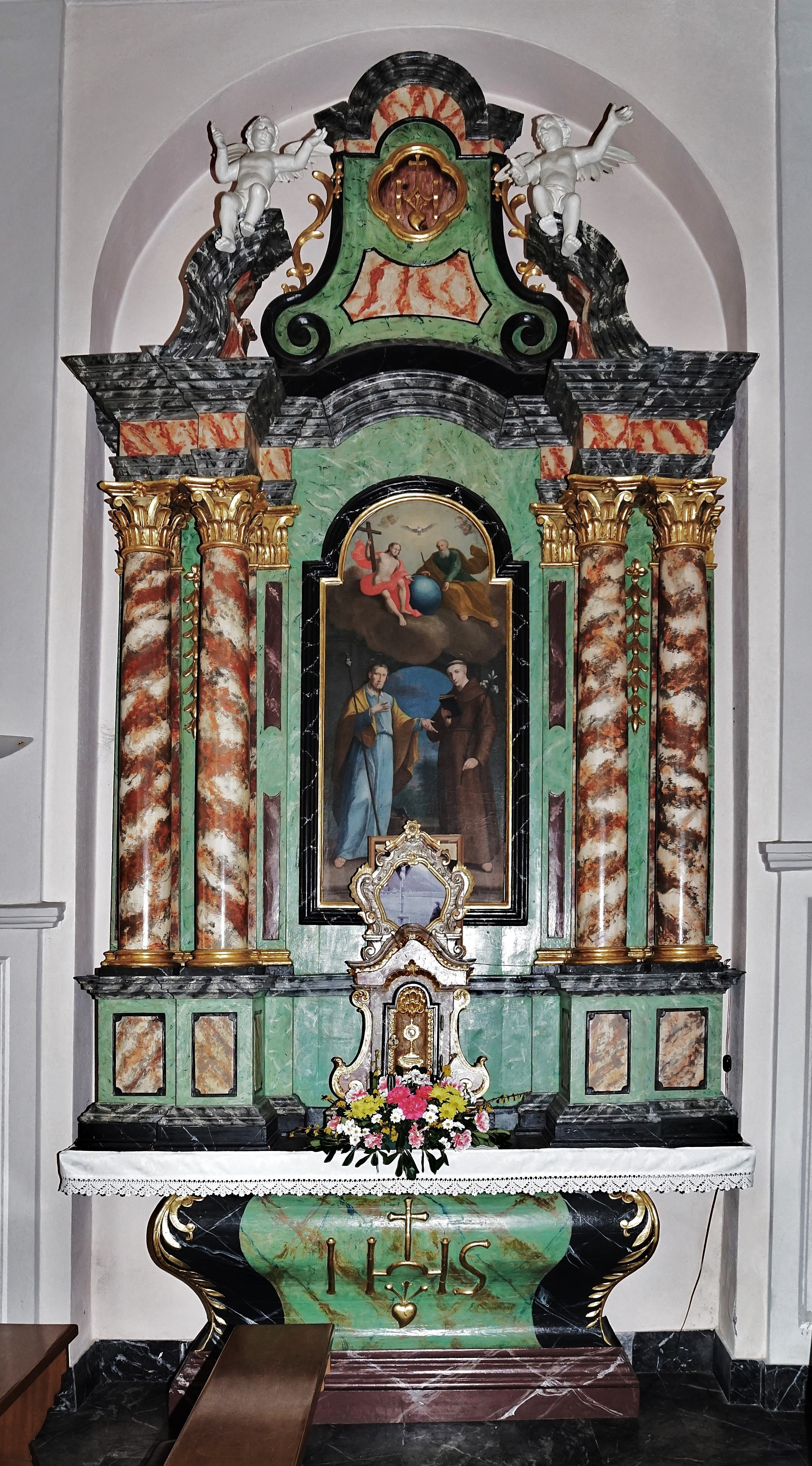
Linker Seitenaltar
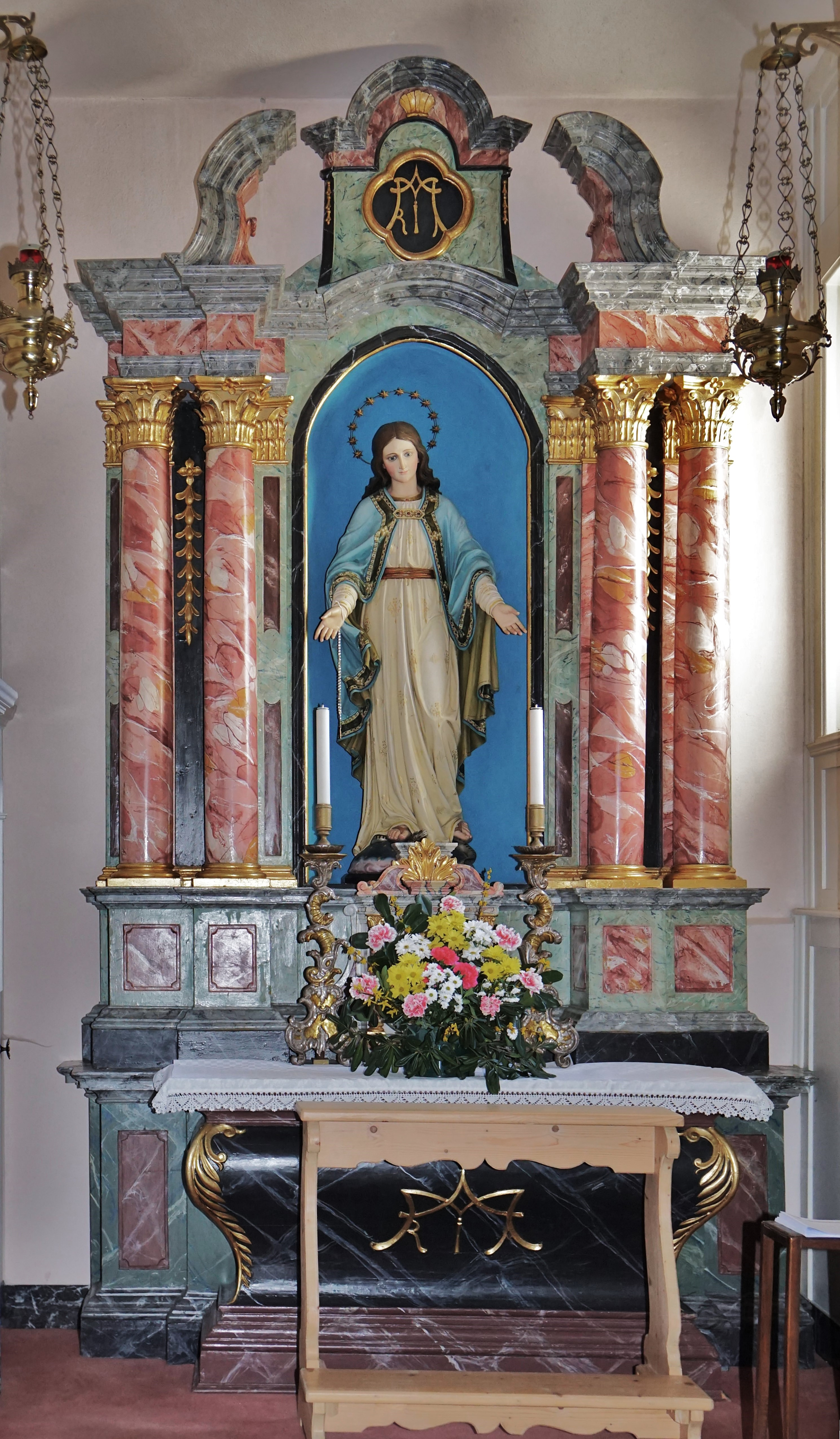
Rechter Seitenaltar

### Natur

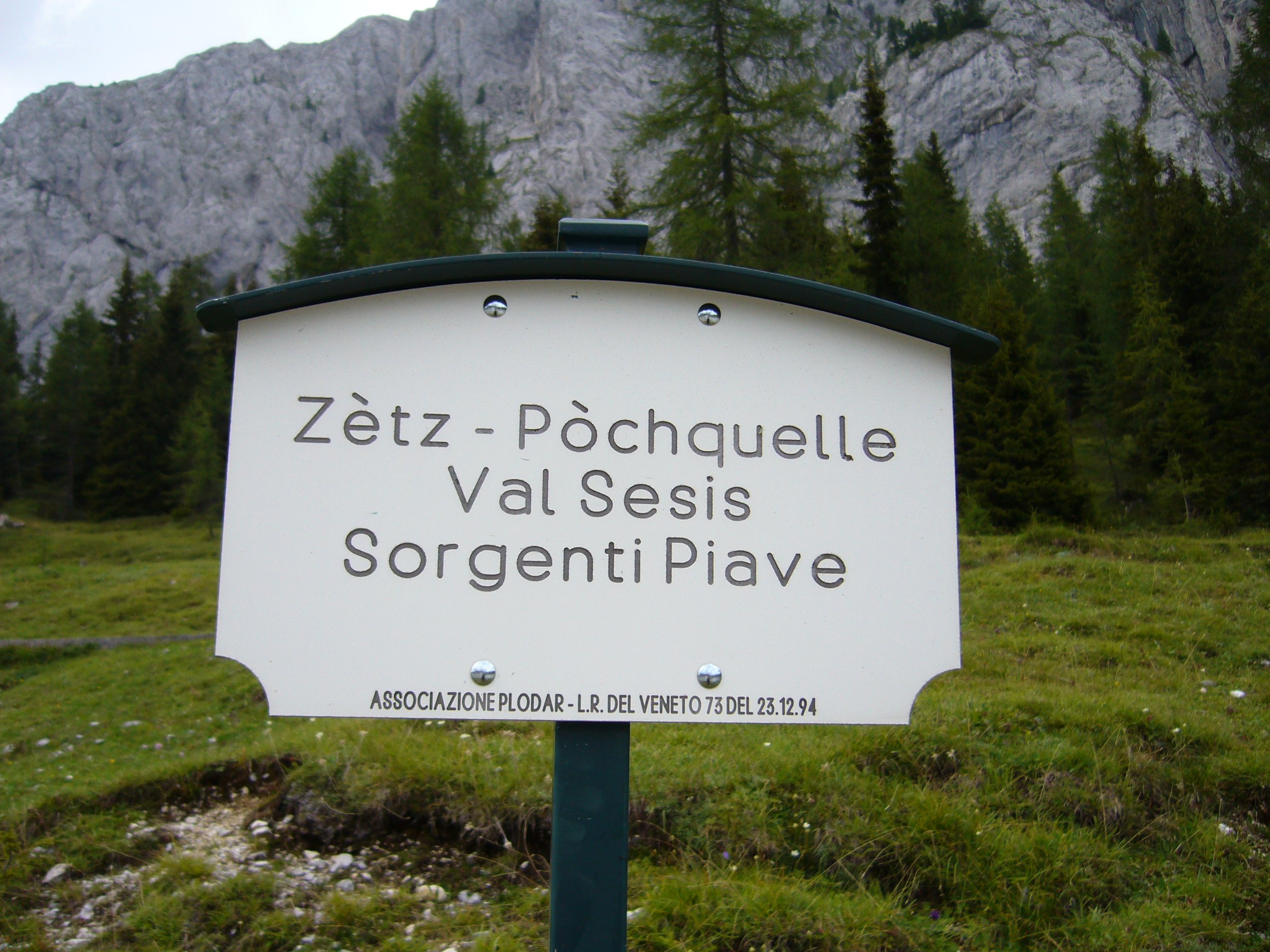
Die Quellen des Piave

- Im Sesis-Tal (Val Sesis) liegen die Quellen des Piave (Sorgenti del Piave), von Cima Sappada aus in acht Kilometern Entfernung erreichbar.[13]

## Politik
Im März 2008 hielt die Gemeinde ein Referendum ab, ob Sappada von der Region Venetien (Provinz Belluno) abgetrennt und der Autonomen Region Friaul-Julisch Venetien (Provinz Udine) eingegliedert werden soll. Von den knapp 1200 Wahlberechtigten, stimmten 75 % ab, wovon sich wiederum 95 % für den Provinzwechsel aussprachen. Sowohl von Friaul-Julisch-Venetien (2010) als auch von Venetien (2012) gab es grünes Licht für den Wechsel. Der entsprechende Gesetzesentwurf wurde dem römischen Parlament im Jahr 2013 vorgelegt. Die Klärung finanzieller Fragen spielte in der Zwischenzeit eine wichtige Rolle. Im November 2017 stimmte die Abgeordnetenkammer in Rom der Eingliederung in die Autonome Region Friaul-Julisch Venetien (Provinz Udine) schließlich zu. Laut dem Gesetz vom 5. Dezember 2017 n. 182 wurde die Gemeinde zum 16. Dezember 2017 der Region Friaul-Julisch Venetien eingegliedert.

## Persönlichkeiten
- Lisa Vittozzi (* 1995), Biathletin